# ریکاردو اریاس (بازیکن فوتبال)
ریکاردو اریاس (انگلیسی: Ricardo Arias؛ زادهٔ ۲۵ فوریهٔ ۱۹۵۷) بازیکن فوتبال اهل اسپانیا است.
از باشگاه‌هایی که در آن بازی کرده‌است می‌توان به باشگاه فوتبال والنسیا اشاره کرد.
وی همچنین در تیم‌های ملی فوتبال اسپانیا، و اسپانیا، و اسپانیا، بازی کرده‌است.